# Saint-Anthème
Saint-Anthème é uma comuna francesa na região administrativa de Auvérnia-Ródano-Alpes, no departamento Puy-de-Dôme. Estende-se por uma área de 67,69 km². Em 2010 a comuna tinha 726 habitantes (densidade: 10,7 hab./km²).